# Schooltv
Schooltv is de naam waaronder de Nederlandse Publieke Omroep programma's uitzendt die bedoeld zijn voor in het onderwijs. Sinds 2002 is er een online platform waarop video's on-demand bekeken kunnen worden. Daarnaast werden Schooltv-programma's van 1963 tot 2014 op televisie uitgezonden. Schooltv is onderdeel van de NTR, de publieke omroep met als wettelijk vastgelegde taken informatie, educatie, kunst & cultuur, jeugd en diversiteit.

## Geschiedenis
Schooltv begon in 1963 in de zendtijd van de Nederlandse Onderwijs Televisie (NOT). In 1996 fuseerde de NOT met Teleac tot Teleac/NOT. In 2009 ging de omroep verder als Teleac. In 2010 fuseerde Teleac samen met NPS en RVU tot NTR.
Schooltv maakt programma’s voor zowel het basis- als voortgezet onderwijs. De televisieprogramma’s waren verdeeld in projecten en magazines. Projecten waren losse titels, series. Dit konden dramaseries, documentaires of andere educatieve programma’s zijn.

### Magazines
Magazines waren wekelijkse programma’s, meestal in studio’s opgenomen, met toevoeging van gedraaide items. Voor de onderbouw waren er de magazines Koekeloere, Huisje, Boompje, Beestje en bijvoorbeeld de aankoop de Teletubbies. Populaire magazines in het basisonderwijs waren Schooltv-weekjournaal en Nieuws? Uit de natuur! Voor het voortgezet onderwijs was er Mentor magazine.
Begin 2000 verloren de programma’s voor het voortgezet onderwijs hun uitzendtijd. Omdat scholen de programma’s meestal opnamen om ze op een andere moment te bekijken, werd besloten de uitzendingen ‘s nachts in te plannen, zodat ze dan opgenomen konden worden. In 2014 is de uitzendtijd van deze programma’s voor het voortgezet onderwijs helemaal geschrapt. Die voor het basisonderwijs bleven nog een aantal jaren bestaan. Vanaf 2014 is ook het Schooltv-weekjournaal opgehouden met uitzenden. Zo bleef schooltv.nl als enige over om educatieve programma’s aan scholen aan te bieden.

### Schooltv-beeldbank
in 2002 werd de Schooltv-beeldbank opgericht, een online platform voor educatieve video’s. Doelstelling was het ondersteunen van de lessen in diverse vakken van het basis- en voortgezet onderwijs. Er werden clips uit bestaande programma’s gemaakt, andere aangekocht en ook samenwerkingen aangegaan met buitenlandse educatieve omroepen, om zo te kunnen beginnen met een goed aantal hoge kwalitatieve clips. In 2014 ging de Schooltv-beeldbank op in de vernieuwde website van Schooltv.nl.

## Online
In 2014 stopte Schooltv met de tv-uitzendingen en ging verder als online platform, gericht op zowel het basis- als het voortgezet onderwijs. De video’s op schooltv.nl kunnen door docenten in de klas worden gebruikt ter ondersteuning van of aanvulling in de les. De video's sluiten aan bij het curriculum maar ook bij belangrijke onderwijsthema's, zoals pesten en mediawijsheid. Naast losse video’s en fragmenten zijn op schooltv.nl ook hele afleveringen van bepaalde programma’s te bekijken. Zoals Huisje Boompje Beestje, Studio Snugger en Het Klokhuis. Voor het voortgezet onderwijs maakt Schooltv onder de noemer ‘In de klas’ bewerkingen van bestaande NPO-programma’s, zoals Nieuwsuur in de klas en Andere Tijden in de klas.

## Innovatie
Behalve video’s maakt Schooltv innovatieve educatieve producten:
- interactieve schoolplaten
- tijdlijnen
- quizzen
- scrollverhalen

Hiermee kunnen docenten en leerkrachten bepaalde thema's (zoals de seizoenen, de ruimte, het menselijk lichaam) uitgebreid behandelen in de klas, bijvoorbeeld op het digibord. Ook kan men via de Smart Speaker met Schooltv praten. Alle online producten van Schooltv zijn gratis en zonder login te gebruiken.

## Televisie
Tot 2014 maakte Schooltv televisieprogramma’s die getoond werden in de klas. De programma’s sloten aan bij schoolvakken als biologie, aardrijkskunde, taal en geschiedenis. Ook was er vaak begeleidend materiaal beschikbaar, zoals boeken, werkbladen en later online opdrachten.
Tijdens de coronacrisis in 2020 en 2021 was Schooltv tijdelijk terug op televisie met een selectie van programma’s ten behoeve van het thuisonderwijs. Dit diende als alternatief voor de scholen die in deze jaren gedurende lange tijd hun deuren moesten sluiten.

### Schooltv-programma’s voor het basisonderwijs
- Beestenboerderij
- De Middeleeuwen
- De steentijd
- De schatkast
- De verkeersquiz
- Duo B&B
- EHBO
- Heilige huisjes
- Het Sinterklaasjournaal
- Het verdwenen verhaal
- Het Zandkasteel
- HoelaHoep
- Huisje Boompje Beestje
- Ik Mik Loreland
- Jong talent: in muziek
- Koekeloere
- Leesdas lettervos boekentas
- LEF
- Liefdesplein
- Mystrix
- Nieuws uit de Natuur
- Over-leven in ontwikkelingslanden
- Rechill
- Rekenen met Raaf
- Rekenverhalen
- Riskante regio’s
- Rondje Nederland
- Schooltv-weekjournaal
- Sportik
- Studio Snugger
- Taal met Moffel en Piertje
- Taal met Timo en Finne
- Vetlekker
- Villa Victoria
- Vroeger & Zo
- Vroeger was het anders
- Wereldmuziek
- What’s up?
- Zeker weten
- Zapp
- Zing met ons mee Annie M.G.

### Schooltv-programma’s voor het voortgezet onderwijs
- Aardrijkskunde voor de Tweede Fase
- Alcohol
- Aspecten van rechtsstaat & democratie
- Bio-Bits
- Broeikaswereld
- Bruggen bouwen
- Dossier economie
- Dossier geschiedenis
- Dossier maatschappijleer
- Economie in beeld
- Economie voor het vmbo
- EU-geografie
- Focus op biologie
- Focus op de maatschappij
- Hanna’s mission
- Het geheime boek van…
- Histoclips
- Kernpunt
- Kunstlicht (next)
- Landschap en grondsoort
- Levensbeschouwing in beeld: feesten
- Literatuurgeschiedenis
- Nederland migratieland
- Neon
- Op het spoor van Romeinen en Bataven
- Roken?!
- Scheikunde voor de Tweede Fase
- Schooltv Actueel
- Seks: lust of last?
- Sport en technologie
- Technobits
- Ten oorlog!
- Vrienden zonder grenzen
- Wereldburgers
- Wiskunde voor de brugklas
- Wiskunde voor de profielen
- Wiskunde voor de sectoren
- Wiskunde voor de Tweede Fase

## Internet
Sinds 2011 worden er ook speciaal voor online programma’s gemaakt:
- Clipphanger
- Cultuurshock
- De vraag vandaag
- De wereld rond
- Dit ben ik: Vincent van Gogh
- Fruit op Tafel
- High Speed History
- Hoppatee!
- Idee Puree
- Jong in oorlog
- Kliederen met klanken
- Letterjungle
- Méér Muziek in de Klas
- Music on the Map
- Snapje?
- Topstukken van het Rijksmuseum
- Wat kijk je nou?

## Schooltv ‘in de klas’
Voor het voortgezet onderwijs worden sinds 2014 geen nieuwe televisieprogramma’s gemaakt. Wel heeft Schooltv de taak om bestaande programma’s van de NPO te bewerken voor het voortgezet onderwijs. Op die manier worden door hergebruik, programma’s voor een volwassen doelgroep geschikt gemaakt voor in de klas. De afleveringen worden ingekort, voorzien van nieuwe voice-overs en waar nodig worden animaties toegevoegd. Vaak is er ook een lesbrief met vragen en opdrachten beschikbaar. Programma’s die Schooltv heeft bewerkt zijn:
- 3 op reis in de klas (BNNVARA)
- De 5 smaken van Joel in de klas (KRONCRV)
- 30 jaar Dutch dance in de klas (VPRO)
- 80 jaar oorlog in de klas (NTR)
- De aardappeleters in de klas (NTR)
- Achter de dijken in de klas (KRONCRV)
- Americanos in de klas (VPRO)
- Andere tijden in de klas (NTR)
- Andre op aarde in de klas (NTR)
- Anorexia Eetclub in de klas (NTR)
- Broodje Gezond in de klas (KRONCRV)
- College Tour in de klas (NTR)
- Danny in Arabistan in de klas (NTR)
- Doe even normaal in de klas (NTR)
- Door het hart van China in de klas (VPRO)
- Drie koningen van oranje in de klas (NTR)
- Een bezeten wereld in de klas (NTR)
- EenVandaag in de klas (AVROTROS)
- Ersin in Wonderland in de klas (VPRO)
- Focus in de klas (NTR)
- Galapagos in de klas (NTR)
- Goede hoop in de klas (NTR)
- Help! Een homo/hoer in de klas (HUMAN)
- De ijzeren eeuw in de klas (NTR)
- De jaren 60 in de klas (NTR)
- Kasboekje van Nederland in de klas (NTR)
- Katja’s bodyscan in de klas (KRONCRV)
- De kennis van nu in de klas (NTR)
- Keuringsdienst van waarde in de klas (KRONCRV)
- Klimaatjagers in de klas (VPRO)
- Kunstuur in de klas (NTR)
- Mag ik je tieten zien? (NTR)
- Medialogica in de klas (HUMAN)
- Me Jane you Tarzan in de klas (KRONCRV)
- Metropolis in de klas (VPRO)
- Micro monsters in de klas (NTR)
- Na de bevrijding (NTR)
- Nederland van boven in de klas (VPRO)
- Nieuwsuur in de klas (NTR/NOS)
- Onzichtbaar Nederland in de klas (VPRO)
- Podium Witteman in de klas (NTR)
- De prijsvechter in de klas (VPRO)
- Proefkonijnen in de klas (BNNVARA)
- De rekenkamer in de klas (KRONCRV)
- Scheiden met schade in de klas (KRONCRV)
- De slag om de klerewereld in de klas (VPRO)
- Tegenlicht in de klas (VPRO)
- Top2000 in de klas (NTR)
- Van Bihar tot Bangalore in de klas (VPRO)
- Van DNA tot Z in de klas (NTR)
- Van Moskou tot Moermansk in de klas (VPRO)
- Vroege vogels in de klas (BNNVARA)

## Presentatoren
- Akwasi
- André Kuipers
- Anic van Damme
- Astrid Sy
- Bart Meijer
- Buddy Vedder
- Carlijn van Ramshorst
- Dieuwertje Blok
- Fahd Larhzaoui
- Geza Weisz
- Ilse DeLange
- Jurre Bosman
- Maarten Bel
- Maurice Lede
- Martine Sandifort
- Michiel Huisman
- Mylène Gordinou
- Roel van Velzen
- Ruben Dingemans
- Sanny Verhoeven
- Sosha Duysker
- Thomas van Luyn
- Willem van der Krabben
- Yvon Jaspers

## Caribisch deel van het Koninkrijk
Begin 2020 worden ook tijdelijk leerprogramma's van Schooltv en NPO Zapp aangeboden via lokale televisiezenders in het Caribisch deel van het Koninkrijk der Nederlanden. Hiermee wordt voorzien in de behoefte aan educatieve programma's die ontstond na de sluiting van scholen als gevolg van de coronacrisis.